# Arthur Samuel (1er baron Mancroft)
Arthur Michael Samuel, 1er baron Mancroft (6 décembre 1872 - 17 août 1942), est un homme politique conservateur britannique.

## Jeunesse
Lord Mancroft est le fils aîné de Benjamin Samuel (19 avril 1840 - 16 avril 1890), de Norwich, et Rosetta Haldinstein (décédée le 29 avril 1907, fille de Philip Haldinstein et de Rachel Soman) et petit-fils de Michael Samuel (1799-1857)), tous des Juifs ashkénazes.
Il fait ses études à la Norwich School . Il est Lord Mayor de Norwich de 1912 à 1913 et est nommé Freeman honoraire de la ville de Norwich en 1928.

## Député
En 1918, il est élu député de Farnham, siège qu'il occupe jusqu'en 1937, et sert sous Stanley Baldwin en tant que secrétaire au commerce extérieur de 1924 à 1927 et Secrétaire financier du Trésor de 1927 à 1929. Il est également président du Comité des comptes publics de la Chambre des communes en 1930 et 1931. Samuel est créé baronnet, de Mancroft, dans la ville de Norwich dans le comté de Norfolk, le 15 janvier 1932, et le 23 décembre 1937, il est élevé à la pairie comme baron Mancroft, de Mancroft (se référant à la zone autour de l' église St Peter Mancroft) dans la ville de Norwich.

## Famille
Lord Mancroft épouse Phoebe Fletcher, fille de George Alfred Chune Fletcher en 1912. Il meurt en août 1942, âgé de 69 ans, et son fils Stormont Mancroft (2e baron Mancroft) lui succède. Il sera également ministre du gouvernement conservateur.
Les papiers de Lord Mancroft se trouvent au Churchill Archives Centre, Churchill College, Cambridge .